# Anurida maritima
Espèce
Synonymes
- Podura maritima Guérin-Méneville, 1836
- Podura ambulatoria Ström, 1890
- Anurida bisetosa Bagnall, 1949
- Anurida megalops Bagnall, 1949

Anurida maritima est une espèce de collemboles de la famille des Neanuridae.
Ce collembole cosmopolite vit dans l'estran et peut se trouver dans des mares résiduelles.

## Description

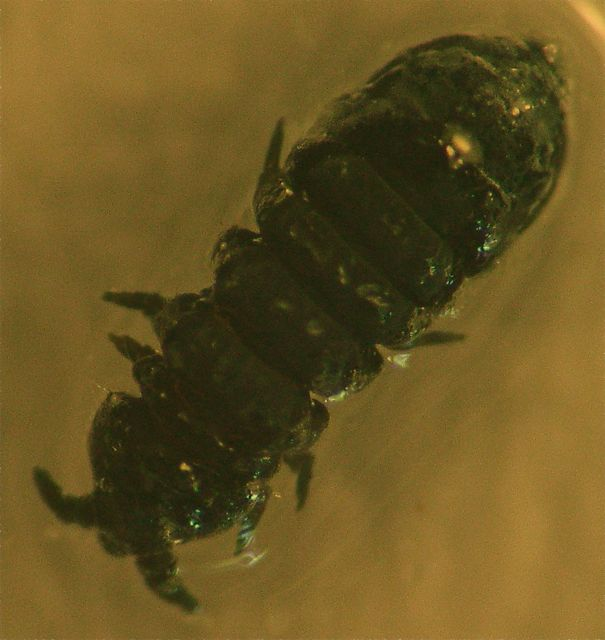
Anurida maritima

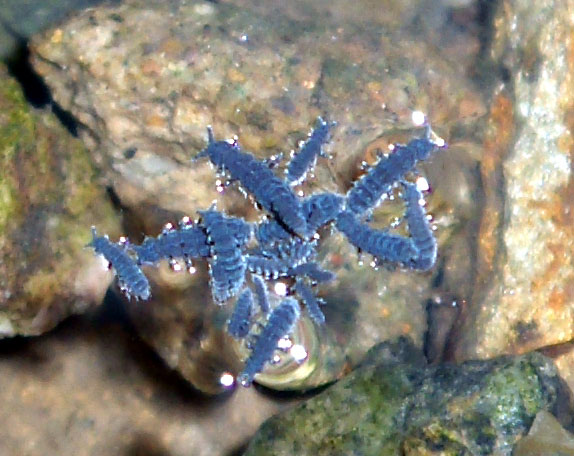
Anurida maritima

Anurida maritima mesure généralement jusqu'à 3 mm, il est de couleur bleu foncé. Son corps est arrondi et s'élargit légèrement vers l'arrière. Sa tête porte une paire d'yeux ainsi qu'une seule paire d'antennes. Son thorax est composé de trois segments, chacun portant une paire de pattes, tandis que son abdomen comprend six segments. Le corps est entièrement recouvert de poils hydrophobes blancs qui permettent à l'animal de rester à la surface de l'eau, sur laquelle il passe une grande partie de sa vie. Contrairement à d'autres collemboles, Anurida maritima ne peut pas sauter, à cause de la structure vestigiale de sa furcula. Lorsque d'autres collemboles sont placés sur l'eau, la tension superficielle déplie leur furcula et les rend incapables de sauter : Anurida maritima a probablement perdu sa furcula par désuétude.

## Distribution
Anurida maritima se trouve dans le monde entier dans les côtes rocheuses et les marais côtiers.
Dans les îles Britanniques, il est absent du nord-est de l'Écosse et n'a pas été enregistré dans le sud-est de l'Irlande. Il est également absent dans la mer Baltique. Il a été déclaré que les animaux trouvés dans l'Europe du Nord peuvent être une espèce différente de celle qu'on trouve dans la mer Méditerranée.

## Écologie
Dans les lieux les plus chauds de sa répartition, Anurida maritima est actif tout au long de l'année, mais dans les régions tempérées, il n'est actif que pendant les mois d'été, hivernant sous forme d'œufs.
Anurida maritima est un important nécrophage de l'estran supérieur se nourrissant de cadavres d'animaux, principalement de crustacés (y compris les cirripèdes) et de mollusques.
L'agrégation est un aspect important de la biologie des collemboles ; il a été montré que les Anurida maritima produisent des phéromones d'agrégation. Comme beaucoup d'animaux de la zone intertidale, Anurida maritima se déplace selon le cycle de la marée, et a un rythme circatidal endogène avec une fréquence de 12,4 heures, en utilisant des signaux visuels pour s'orienter au cours de ses mouvements.

## Publication originale
- Guérin-Méneville, 1836 : Insectes. Iconographie du règne animal de G. Cuvier, p. 1-576 (texte intégral).